# Nishan Burkart
Nishan Burkart (Aarau, 2000. január 31. –) svájci korosztályos válogatott labdarúgó, a német Freiburg csatárja.

## Pályafutása

### Klubcsapatokban
Burkart a svájci Aarau városában született. Az ifjúsági pályafutását a Zürich csapatában kezdte, majd az angol Manchester United akadémiájánál folytatta.
2019-ben mutatkozott be a német Freiburg tartalék, majd az első osztályban szereplő felnőtt keretében. Először a 2021. április 3-ai, Mönchengladbach ellen 2–1-re elvesztett mérkőzés 76. percében, Sallai Roland cseréjeként lépett pályára. A 2022–23-as szezonban a svájci első osztályban érdekelt Winterthur csapatát erősítette kölcsönben.

### A válogatottban
Burkart az U15-östől az U20-asig minden korosztályos válogatottban képviselte Svájcot.

## Statisztika
2023. május 29. szerint.
| Klub                    | Szezon   | Bajnokság          | Bajnokság | Bajnokság | Kupa  | Kupa  | Nemzetközi | Nemzetközi | Összesen | Összesen |
| Klub                    | Szezon   | Bajnokság          | Mérk.     | Gólok     | Mérk. | Gólok | Mérk.      | Gólok      | Mérk.    | Gólok    |
| ----------------------- | -------- | ------------------ | --------- | --------- | ----- | ----- | ---------- | ---------- | -------- | -------- |
| Freiburg                | 2020–21  | Bundesliga         | 1         | 0         | 0     | 0     | —          | —          | 1        | 0        |
| Winterthur (kölcsönben) | 2022–23  | Swiss Super League | 24        | 3         | 1     | 0     | —          | —          | 25       | 3        |
| Összesen                | Összesen | Összesen           | 25        | 3         | 1     | 0     | 0          | 0          | 26       | 3        |